# L'amore nasce a Roma
L'amore nasce a Roma è un film del 1958 diretto da Mario Amendola.